# Crottin de Chavignol

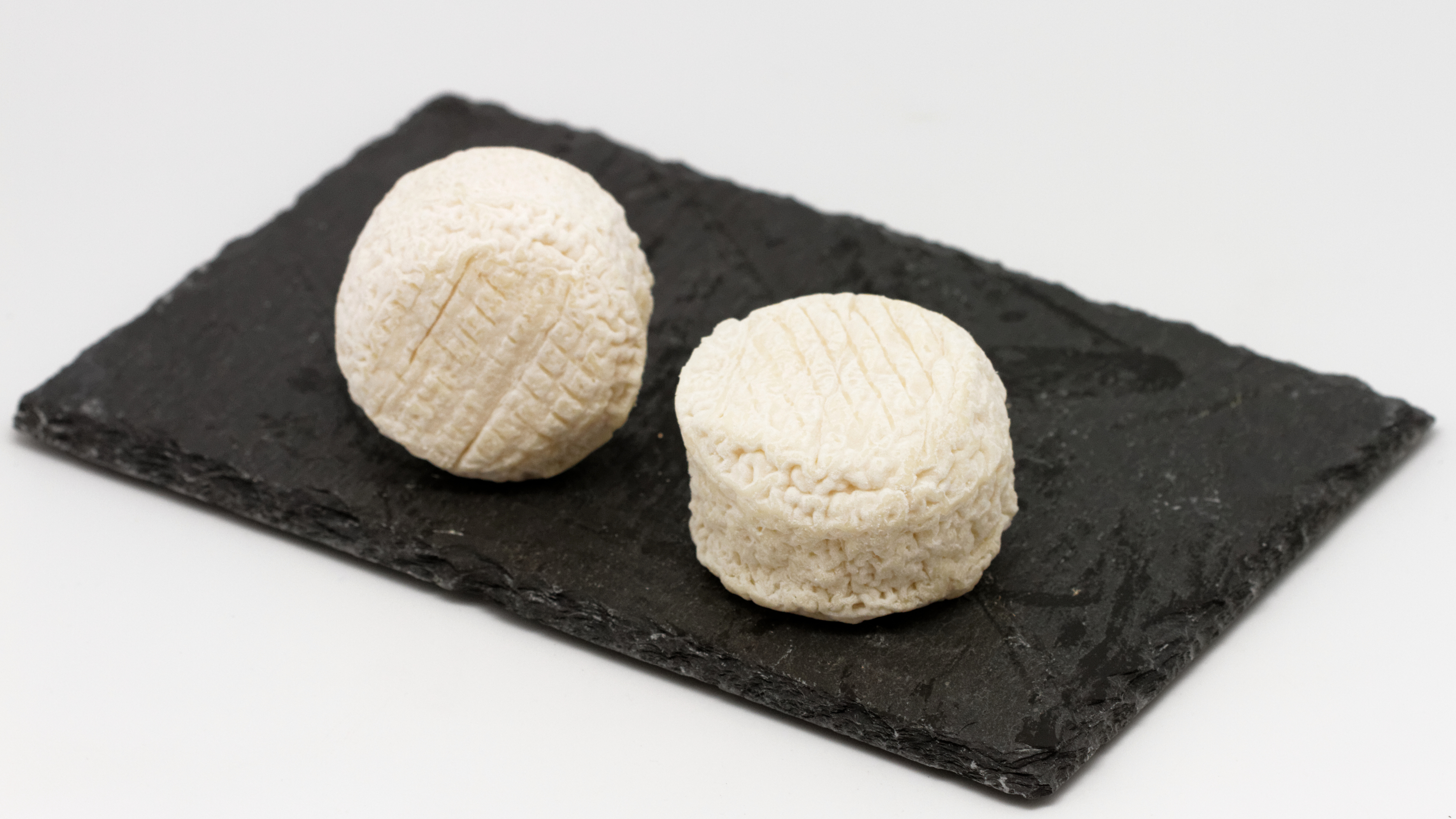
Crottin de Chavignol

Der Crottin de Chavignol oder auch nur Chavignol ist ein französischer Weichkäse aus Ziegenmilch, der mindestens 10 Tage lagern muss, um seine charakteristische kompakt-feste und bröckelige Konsistenz und sein dezentes, aber charakteristisches Ziegenaroma von Nussigkeit und leichter Säuerlichkeit zu erreichen. Er enthält mindestens 45 % Fett in Trockenmasse.
Sein Herkunftsgebiet umfasst das Sancerrois, das sogenannte Pays Fort, die Champagne berrichonne und daran angrenzende Gebiete. Die größte Fläche liegt im Département Cher, in dem auch der Weiler Chavignol liegt. Kleinere Anteile haben die Départements Loiret und Nièvre.
Seit 1976 ist der Crottin de Chavignol als Appellation d’Origine Contrôlée (AOC) geschützt.
Der Name Crottin (französisch crottin de cheval für „Pferdeapfel“) leitet sich vom Aussehen des reifen Käse ab.